# بازیکن سال سری بی
بهترین بازیکن سال سری بی عنوانی است که هر سال به بازیکنی که بهترین عملکرد را در سری بی داشته باشد تعلق می‌گیرد.
این جایزه بخشی از رویداد گران گالا دل کالچو می‌باشد.

## برندگان
| سال  | بازیکن                                   | باشگاه  |
| ---- | ---------------------------------------- | ------- |
| 2011 | استفان الشراوی                           | پادوا   |
| 2012 | لورنزو اینسینی مارکو وراتی چیرو ایموبیله | پسکارا  |
| 2013 | دومنیکو براردی                           | ساسولو  |
| 2014 | دنیله روگانی                             | امپولی  |
| 2015 | آدام ماسینا                              | بولونیا |

### به تفکیک باشگاه
| باشگاه  | بازیکن |
| ------- | ------ |
| پسکارا  | ۳      |
| پادوا   | ۱      |
| ساسولو  | ۱      |
| ساسولو  | ۱      |
| بولونیا | ۱      |

### به تفکیک کشور
| کشور    | بازیکنان |
| ------- | -------- |
| ایتالیا | ۷        |

### به تفکیک پست
| پست   | بازیکنان |
| ----- | -------- |
| مهاجم | ۴        |
| هافبک | ۱        |
| مدافع | ۲        |